# Winnie-the-Pooh: Blood and Honey
Winnie-the-Pooh: Blood and Honey (Nederlands: Winnie de Poeh: Bloed en honing) is een Britse onafhankelijke slasher-film uit 2023, geschreven en geregisseerd door Rhys Frake-Waterfield. De film dient als een horrorbewerking van de Winnie-the-Pooh-boeken van A.A. Milne en E.H. Shepard, met Craig David Dowsett als Winnie de Poeh en Chris Cordell als Knorretje. De film is de eerste film in de filmreeks The Twisted Childhood Universe.

## Verhaal
De film volgt Poeh en Knorretje die zich in de steek gelaten voelen, nu Christopher Robinson inmiddels volwassen is geworden en vertrokken is om aan een universiteit te studeren. Hierdoor veranderen zijn twee voormalige vrienden in verwilderde en bloeddorstige seriemoordenaars.

## Rolverdeling
De castlijst omvat:
| acteur              | personage               |
| ------------------- | ----------------------- |
| Nikolai Leon        | Christopher Robin       |
| Frederick Dallaway  | jonge Christopher Robin |
| Maria Taylor        | Maria                   |
| Natasha Rose Mills  | Jessica                 |
| Amber Doig-Thorne   | Alice                   |
| Danielle Ronald     | Zoe                     |
| Natasha Tosini      | Lara                    |
| Paula Coiz          | Mary                    |
| May Kelly           | Tina                    |
| Danielle Scott      | Charlene                |
| Craig David Dowsett | Winnie de Poeh          |
| Chris Cordell       | Knorretje               |
| Marcus Massey       | Colt                    |
| Richard D. Myers    | Logan                   |
| Simon Ellis         | Tucker                  |
| Jase Rivers         | John                    |
| Mark Haldor         | Darrell                 |
| Toby Wynn-Davies    | verteller               |

## Productie

### Ontstaan
Productiebedrijf Jagged Edge Productions begon aan het ontwikkelen van de film nadat het eerste Winnie-the-Pooh-boek, uitgebracht in 1926, op 1 januari 2022 een werk in het publieke domein werd in de Verenigde Staten, omdat de Amerikaanse copyrightwetgeving zegt dat een werk 95 jaar na het jaar van de eerste publicatie beschikbaar is voor iedereen om te gebruiken. Dit betekende dat The Walt Disney Company niet langer de exclusieve filmrechten bezit van de personages die voor het eerst in het boek zijn afgebeeld.

### Productie
De film werd vervolgens op 24 mei 2022 officieel aangekondigd door  Jagged Edge productions, de promotiebeelden die ze daarbij deelden trokken veel aandacht en gingen viraal. Dit kwam mede door het concept waarbij een geliefd kinderpersonage dat de reputatie had opgebouwd van een "geliefd jeugdicoon" veranderd werd in een bloeddorstige moordenaar. Dit leverde verdeelde reacties op.   Een opnameperiode van tien dagen voor de film vond plaats in het Ashdown Forest in East Sussex, Engeland, dat diende als decor voor de originele boekenreeks.

## Release en ontvangst
Winnie-the-Pooh: Blood and Honey ging op 26 januari 2023 in première in Mexico. Een paar weken later, in februari 2023, had de film een grote bioscooprelease in Nederland, België en Luxemburg. Oorspronkelijk was het de bedoeling dat de film op 15 februari 2023 eenmalig in de bioscopen in de Verenigde Staten, Verenigd Koninkrijk en Canada zou verschijnen, tijdens een evenement van één nacht via Fathom Events, Altitude Film Distribution, Cineplex Entertainment en Cinemex.
De film werd door recensenten in het algemeen negatief ontvangen. Op Rotten Tomatoes heeft de film een score van 3% op basis van 65 beoordelingen. Metacritic komt op een score van 16/100, gebaseerd op 19 beoordelingen. Desondanks werd de film een financieel succes; met een budget van 100.000 Amerikaanse dollar, wist de film ruim 7,7 miljoen dollar op te halen.
Op de Golden Raspberry Awards van 2023 won de horrorfilm vijf prijzen, onder meer in de categorien Slechtste film en Slechtste scenario.

## Vervolgen
Het financieel succes van de film zorgde voor de start van The Twisted Childhood Universe, een filmserie en een gedeeld fictieve universum van onafhankelijke slasher-horrorfilms. Daarnaast werd in maart 2024 daarbinnen een direct vervolg op de film uitgebracht onder de naam Winnie-the-Pooh: Blood and Honey 2.

## Prijzen
| Jaar | Prijs                   | Categorie                                    | Ontvanger(s)                                                      | Uitslag  | Ref.   |
| ---- | ----------------------- | -------------------------------------------- | ----------------------------------------------------------------- | -------- | ------ |
| 2024 | Blunt Axe               | Publieksprijs voor slechtste horrorfilm      | Winnie-the-Pooh: Blood and Honey                                  | Gewonnen | [ 18 ] |
| 2024 | Golden Raspberry Awards | Slechtste film                               | Scott Jeffrey en Rhys Frake-Waterfield                            | Gewonnen | [ 19 ] |
| 2024 | Golden Raspberry Awards | Slechtste regisseur                          | Rhys Frake-Waterfield                                             | Gewonnen | [ 19 ] |
| 2024 | Golden Raspberry Awards | Slechtste scenario                           | Rhys Frake-Waterfield                                             | Gewonnen | [ 19 ] |
| 2024 | Golden Raspberry Awards | Slechtste duo                                | Winnie de Poeh & Knorretje als bloeddorstige slashers/moordenaars | Gewonnen | [ 19 ] |
| 2024 | Golden Raspberry Awards | Slechtste prequel, remake, rip-off of sequel | Winnie-the-Pooh: Blood and Honey                                  | Gewonnen | [ 19 ] |